# Ectopleura obypa
Ectopleura obypa är en nässeldjursart som beskrevs av Migotto och Marques 1999. Ectopleura obypa ingår i släktet Ectopleura och familjen Tubulariidae. Inga underarter finns listade i Catalogue of Life.